# Ґолашево (Великопольське воєводство)
Ґолашево (пол. Gołaszewo) — село в Польщі, у гміні Месцисько Вонґровецького повіту Великопольського воєводства.
Населення — 213 осіб (2011).
У 1975-1998 роках село належало до Познанського воєводства.

## Демографія
Демографічна структура станом на 31 березня 2011 року:
|          | Загалом | Допрацездатний вік | Працездатний вік | Постпрацездатний вік |
| -------- | ------- | ------------------ | ---------------- | -------------------- |
| Чоловіки | 111     | 20                 | 74               | 17                   |
| Жінки    | 102     | 20                 | 53               | 29                   |
| Разом    | 213     | 40                 | 127              | 46                   |